# Jeugdbond voor Onthouding

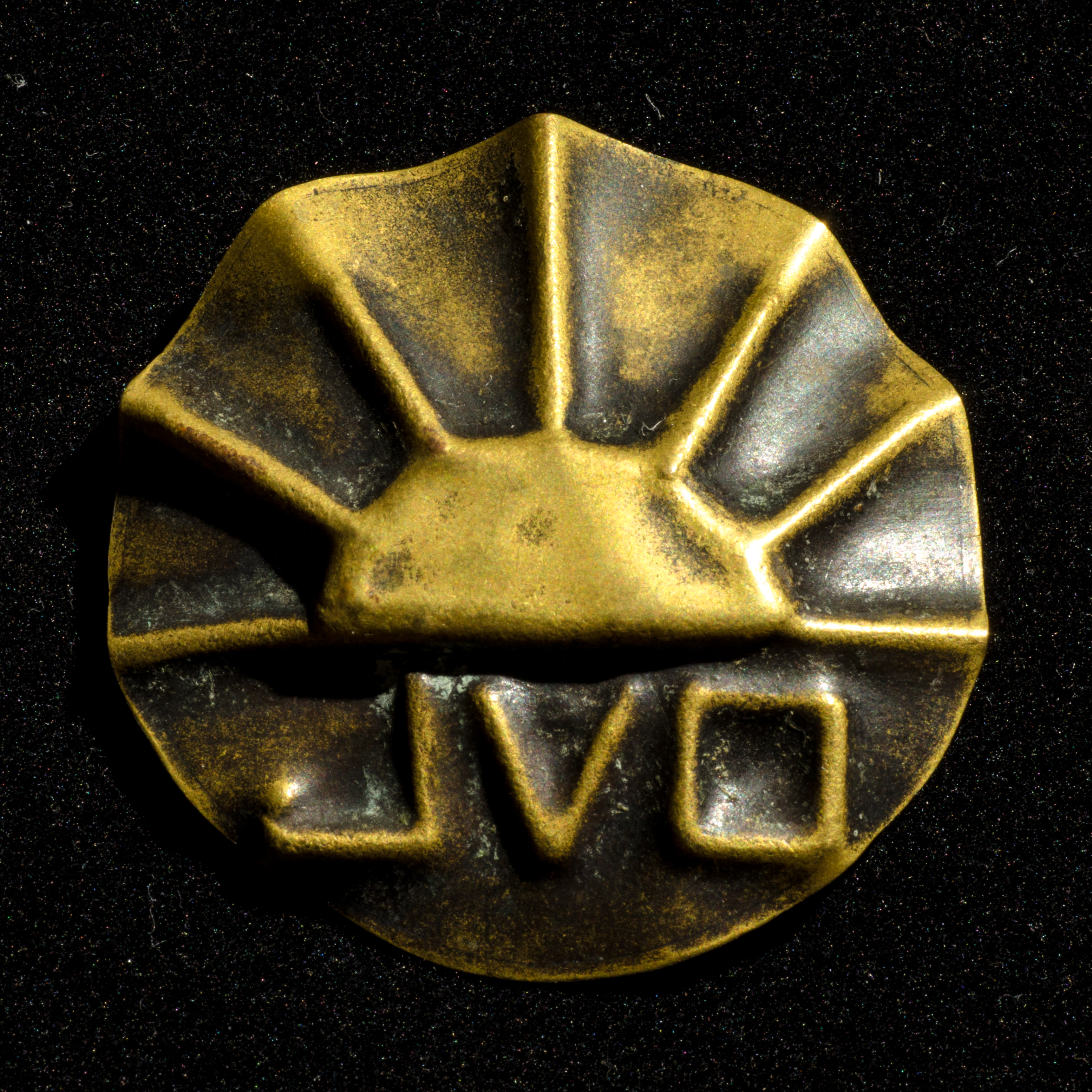
Draaginsigne van de Jeugdbond voor Onthouding (JVO), plm. 1935

De Jeugdbond voor Onthouding (JVO) was een Nederlandse jeugdbeweging. Het was de jeugdafdeling van de Nederlandse Vereniging tot Afschaffing van Alcoholhoudende Dranken (NV), een vereniging van geheelonthouders. De JVO werd opgericht in 1919 en ging na de Tweede Wereldoorlog op in de Arbeiders Jeugd Centrale (AJC).

## Ontstaan en ontwikkeling
De Nederlandse Vereniging tot Afschaffing van Alcoholhoudende Dranken had steeds grote bezwaren gekoesterd tegen feitelijk zelfstandige jeugdverenigingen zoals de Kweekelingen Geheelonthouders Bond (KGOB) (opgericht 1906) en de Jongelieden Geheel-Onthouders Bond (JGOB) (opgericht 1912). De NV zag een gevaar in deze zogenaamde ‘ongeleide’ zelfstandige jeugdbonden; zonder leiding van ouderen vreesde men ongewenste radicalisering van de jongerenbeweging.
Anderzijds werd het geleidelijk duidelijk dat er wel degelijk behoefte was aan min of meer zelfstandige jeugdverenigingen. Daarom werd de Jeugdbond voor Onthouding, meer bekend als de JVO, opgericht, als jeugdafdeling van de NV. In alle besturen van hoog tot laag had wel een volwassene zitting maar overigens speelden de jongeren zelf ook een belangrijke rol in het bestuur. In de JVO waren betrekkelijk veel oud-KGOB’ers actief en mede daardoor kon de JVO zich ontwikkelen tot een geleide jeugdbond met de stijl van een vrije jeugdbeweging.

## De JVO in Friesland
De JVO kreeg vooral in Friesland veel aanhang en groeide in korte tijd uit tot een bloeiende vereniging met ongeveer 5000 leden. In Friesland waren er op het hoogtepunt meer dan zestig afdelingen, ongeveer de helft van het totale aantal in Nederland.
Dat de JVO in Friesland veel aanhang had, kan ook blijken uit het feit dat de bond in 1930 in Appelscha een gebouw in gebruik nam dat als internaat voor moeilijk opvoedbare jongens had gediend, en inrichtte als een alcoholvrije jeugdherberg met de naam Ús Blau Hiem (Ons Blauwe Erf). De JVO huurde het pand van de Nederlandse Jeugdherbergcentrale. In 2011 werd het alcoholvrije ideaal van de accommodatie, met inmiddels ook een camping, door de toenmalige beheerders losgelaten

## JVO en AJC
Hoewel de JVO ideologisch en organisatorisch wel nauw verbonden was met de NV, kwamen de leden toch voornamelijk uit sociaaldemocratische milieus. Men wilde zich echter niet alleen op SDAP (Sociaal-Democratische Arbeiderspartij) en NVV (Nederlands Verbond van Vakverenigingen) richten, zoals de AJC.
Dat leidde tot wrijvingen met de Arbeiders Jeugd Centrale (AJC) en met name ook met de grote leider daarvan, Koos Vorrink, die meende dat de JVO eigenlijk overbodig was en die zich ergerde aan de grote JVO-aanhang in Friesland die daar de groei van de AJC behoorlijk in de weg zat.
De AJC eiste van de leden niet een onthoudingsbelofte, maar adviseerde die feitelijk wel, en wat belangrijker was: de idealen van de AJC gingen verder dan het ideaal van een drankvrije maatschappij. Wat Vorrink betreft was de JVO, als blauwe arbeidersjeugdvereniging een anachronisme, in tegenstelling tot de AJC die niet alleen 'rood' was maar feitelijk ook 'blauw'.
Veel JVO-leden in Friesland werden door het als soms extreem en uitdagend ervaren karakter van de AJC afgeschrikt, men vond de JVO idealistischer, ‘frisser’ en ‘onschuldiger’ en sommigen stoorden zich aan de soms lichtelijk militaristische elementen in de belevingswereld van de AJC.
Ten slotte kwam er kort na de Tweede Wereldoorlog toch een fusie tot stand. Veel JVO’ers in Friesland verlieten de fusievereniging en richtten de Vrije Jeugdbeweging (VJB) op die net als de JVO nauw verbonden bleef met de NV.
Rond 1960 werden zowel de VJB als de AJC opgeheven.